# Isola di Bajdukov
L'isola di Bajdukov (in russo Остров Байдукова, ostrova Bajdukova) è un'isola della Russia nella parte meridionale del mare di Okhotsk. Amministrativamente appartiene al Nikolaevskij rajon del kraj di Chabarovsk, nel Circondario federale dell'Estremo Oriente. L'isola, che si chiamava precedentemente Langr (Лангр), ha preso il nome del pilota Georgij Filippovič Bajdukov (Георгий Филиппович Байдуков 1907-1994), eroe dell'Unione Sovietica.

## Geografia
L'isola di Bajdukov è un'isola costiera nel golfo di Sachalin, a nord della foce dell'Amur, che chiude a nord-est, assieme all'isola di Čkalov, il golfo Sčast'ja. Si trova di fronte all'isola di Sachalin. L'isola è lunga circa 12 km e larga, a nord-ovest, meno di 3 km. L'altezza non supera i 4 m s.l.m. All'estremità meridionale dell'isola c'è il piccolo villaggio abbandonato di Bajdukovo; la città più vicina, 80 km a sud, è Nikolaevsk-na-Amure.

### Isole adiacenti
- Isola Čeuš' (остров Чеушь), piccola isola vicino alla costa meridionale dell'isola di Bajdukov 53°18′08″N 141°26′15″E.
- Isola di Beljakov (остров Беляков), 11 km a sud, vicino a capo Tljanget 53°13′55″N 141°26′15″E. L'isola misura 700 m di lunghezza per 500 di larghezza. Porta il nome di Alexander Vasil'evič Beljakov (Беляков Александр Васильевич, 1897-1982)[3], pilota del Tupolev ANT-25 assieme a Čkalov e Bajdukov nel volo record di 56 ore e 20 minuti sulla distanza di 9.374 km, nel 1936, da Mosca a Nikolaevsk-na-Amure.
- Isola Bližnij (mare di Ochotsk), a sud, vicino al capo Puir 53°09′00″N 141°25′39″E

### Fauna
L'isola è uno delle poche aree della Russia dove sono comuni gli alcidi. Nelle acque della zona si trovano lucci, carpe e salmoni.